# Józefów
Józefów là một thị trấn thuộc huyện Otwocki, tỉnh Mazowieckie ở trung-đông Ba Lan. Thị trấn có diện tích 24 km². Đến ngày 1 tháng 1 năm 2011, dân số của thị trấn là 20132 người và mật độ 842 người/km².